# Corrector líquido

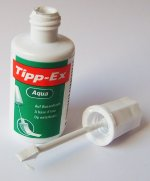
Formato líquido con pincel

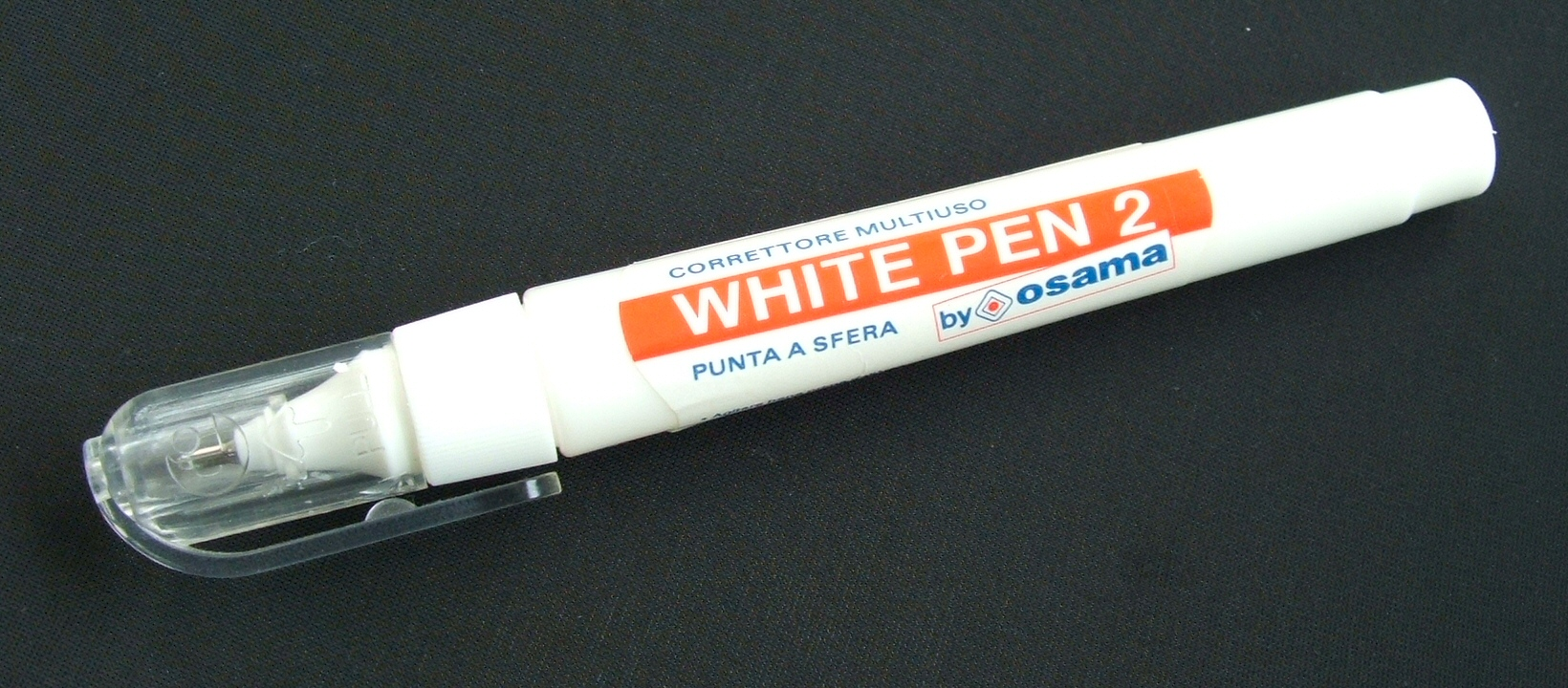
Formato líquido de lápiz

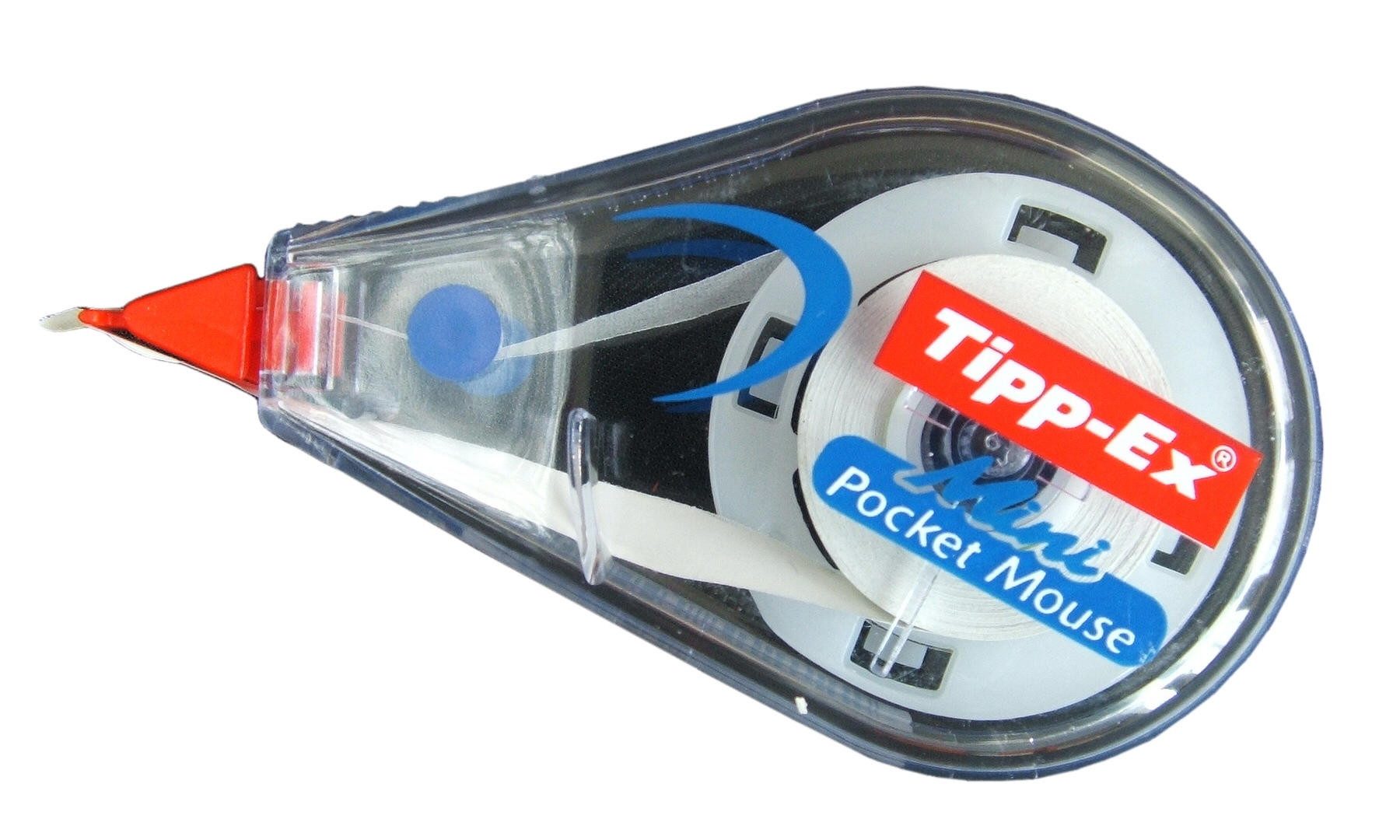
Formato seco

El corrector líquido, Korex, típex, borratinta o liquipeiper (por la marca Liquid-Paper) es un fluido blanco y opaco, a manera de tinta, que se aplica en el papel para tapar errores en el texto. Una vez que está seco, se puede escribir sobre el mismo. Generalmente se vende en forma de lápiz, aunque en un principio se vendía envasado en botellas pequeñas, que en el interior de la tapa tienen un pequeño pincel (una pieza triangular de esponja) que se moja dentro de la botella y con la cual se aplica el corrector.
También existe la cinta correctora la cual está seca; gracias a esta característica, no hace falta esperar a que el corrector seque.
Uno de los primeros correctores líquidos fue inventado en 1951 por la secretaria estadounidense Bette Nesmith Graham, fundadora de Liquid Paper.

## Formato de "lápiz"
Es el formato más utilizado, el líquido corrector está disponible en formato de lápiz; al hacer presión con la punta del lápiz sobre el papel, suelta una pequeña cantidad del líquido. En comparación con el formato de botella, el lápiz permite una aplicación más precisa (en cuanto a cantidad de líquido), tardando menos en su secado. Este formato funciona parecido a un lapicero, un cilindro en la punta distribuye la sustancia, hay que agitar el producto, para que en su "panza" un bloque cilíndrico se bañe de la pintura para luego encastrarse en la boca del corrector y que llegue a la punta cilíndrica.

## Marcas famosas
El corrector líquido es popularmente llamado por el nombre de sus más famosas marcas:
{{lista de columnas|3|
- Aqua Kores.
- Artesco.
- Bic.
- Staedtler
- Taiko Liquid
- Faber-Castell.
- Liquid Paper.
- Paper Mate.
- Pelikan.
- Norma.
- Pentel.
- Snopake.
- Sylvapen.
- Tipp-Ex.
- Twink.
- White Away.
- White Pen 2.
- Wite-Out.
- Zebra.
- Simball
- Micro
- Pizzini

## Ingredientes
Los ingredientes actuales son óxido de titanio, nafta de petróleo, alcoholes minerales, resina, dispersante, y fragancias.
La marca Liquid Paper fue objeto de escrutinio en los años 1980, debido a casos de intoxicación por inhalación excesiva. El solvente orgánico 1,1,1-tricloroetano era usado entonces como solvente para el producto. Se pensaba que este solvente era cancerígeno, aunque varios estudios posteriores no encontraron evidencia de carcinogenicidad. Sin embargo, el compuesto es tóxico y hubo informes de muertes relacionadas con el tricloroetano en los fluidos de corrección. En 1989, Gillette, reformuló Liquid Paper y cesó de incluir tricloroetano como ingrediente, en respuesta a una ley del estado de California.